# Colletorto
Colletorto – miejscowość i gmina we Włoszech, w regionie Molise, w prowincji Campobasso.
Według danych na rok 2004 gminę zamieszkiwały 2474 osoby, 70,7 os./km².